# Нидамський човен
Нидамський човен (дан. Nydambåden) — надзвичайно добре збережений морський весельний човен залізної доби, виготовлений близько 320 року нашої ери і близько 340 року затоплений під час жертвопринесення в Нидамському мочарі біля міста Естер-Соттруп на півострові Сундевед, за вісім кілометрів від Сендерборга, регіон Південна Данія. Човен мав 23 метри завдовжки і міг вміщати до 45 чоловік екіпажу. Був виявлений та розкопаний в 1863 році. Експонується в Нидамському залі археологічного музею в Готторфському замку, Шлезвіг, Німеччина.

## Історія човна

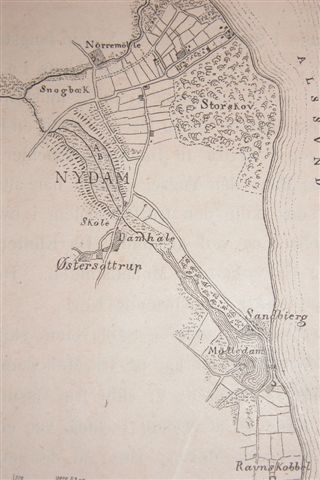
Карта Нидамського мочара, створена Енгельгардтом

Нидамський мочар на півострові Сундевед в Данії використовувався як місце жертвопринесення між 200-ми і 400-ми роками нашої ери. Дату вирубки деревини Нидамського човна дендрохронологічно було визначено періодом між 310 і 320 роками нашої ери. Походження деревини вказує на місце будівництва в Данії, Шлезвіг-Гольштейні в Німеччині або в Сконе у Швеції. Човен був затоплений в Нидамському мочарі (можливо в священному озері, що на той час знаходилось на цьому місці) через пару десятиліть після будівництва — між 340 і 350 роками. Це відбулось на початку так званого Великого переселення народів, коли різні племена в південній Ютландії воювали між собою та новоприбулими племенами. Тому припускають, що човен було захоплено у битві між деякими з цих племен. Юти, англи та сакси, ймовірно, використовували в IV та V століттях подібні до Нидамського човна кораблі, щоб дістатись до Британських островів.
Корабель вважається попередником пізніших кораблів вікінгів. 1896 року на острові Галсней в норвезькому Вестланні було знайдено Галснейський човен. Він належить до того ж періоду, що й Нидамський човен і має схожу конструкцію.

### Відкриття

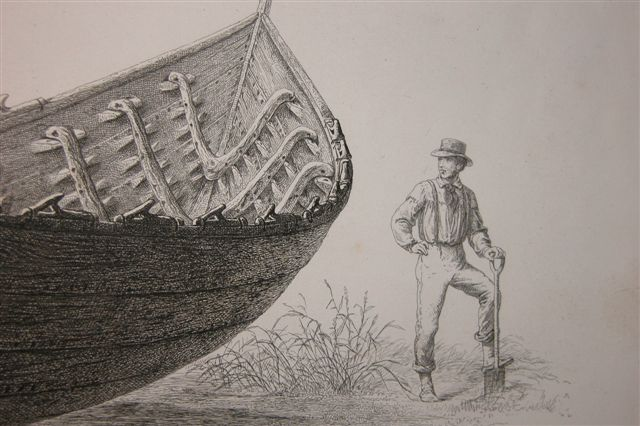
Нидамський човен. Ілюстрація з книги Конрада Енгельгардта (Conrad Engelhardt. Nydam mosefund 1859—1863)

Систематичні розкопки Нидамського мочара в 1859—1863 роках проводив данський археолог Конрад Енгельгардт. Він знайшов зброю (списи, списи, луки, стріли та круглі щити), інструменти, залишки одягу та два майже непошкоджених човни — один із дуба завдовжки 23 метри, а другий із сосни завдовжки 19 метрів. Під цими знахідками Енгельгарт виявив залишки третього човна, який, мабуть, був зруйнований ще під час жертвопринесення.
Нидамський човен було відкрито Енгельгардтом під час розкопок у Нидамському мочарі 17 серпня 1863 року. Дубовий човен був першим і найбільшим із трьох човнів, знайдених Енгельгардтом у Нидамі і єдиним, що зберігся до нашого часу, оскільки один човен був пошкоджений ще під час затоплення, а знайдений цілий 19-метровий сосновий човен був повністю знищений через рік після відкриття під час прусько-данської війни .
На початку 1864 року робота Енгельгардта припинилася у зв'язу із початком Другої Шлезвізької війни. Під час цієї війни деякі знахідки з Нидамського мочара були втрачені, зокрема менший із двох вцілілих нидамських човнів, сосновий човен довжиною приблизно 19 метрів був розібраний і використаний військовими на дрова.

### Подальша доля

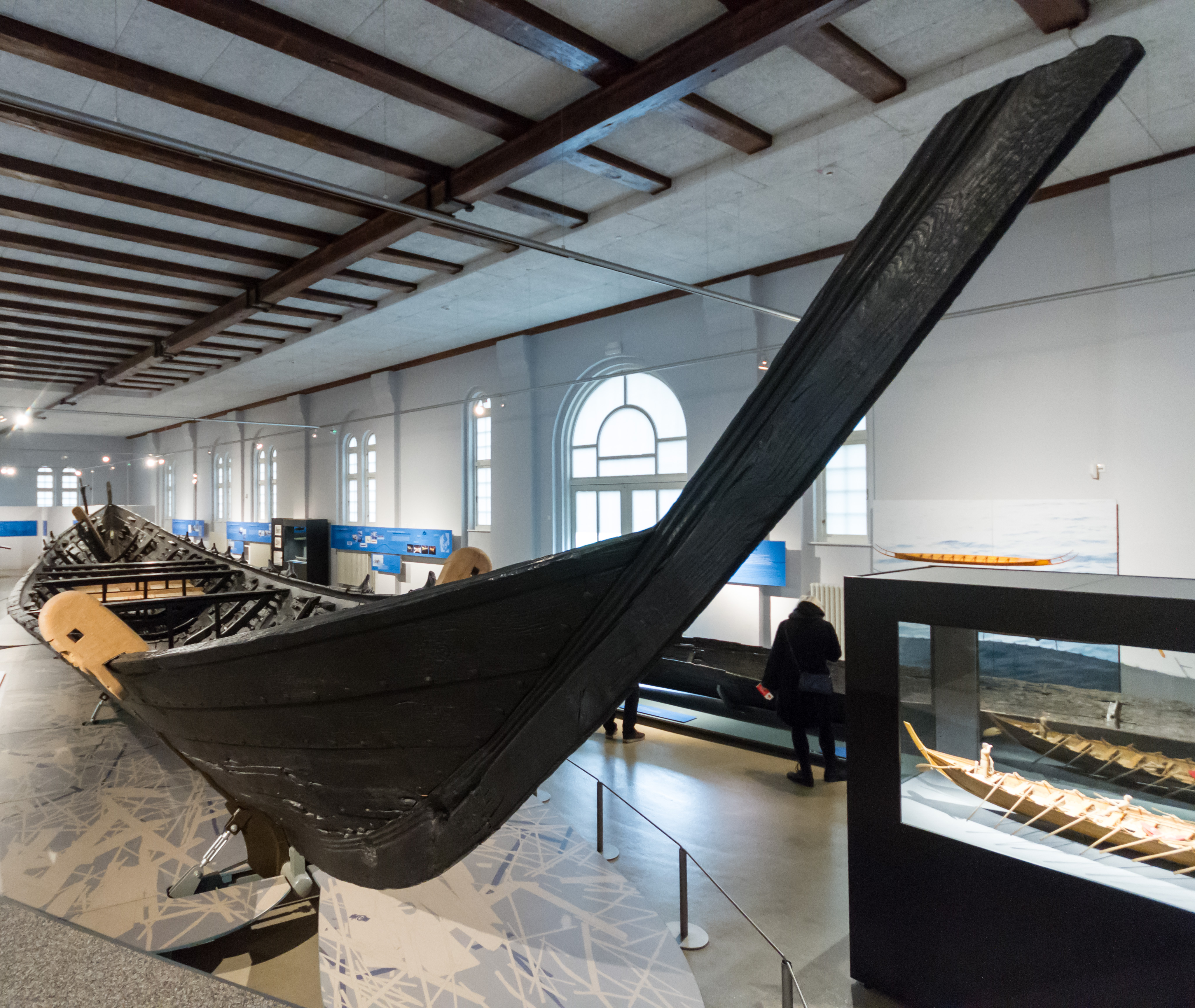
Нидамський човен у Нидамській залі музею Готторфського замку

Доля Нидамського човна особливо цікава через ту роль, яку він відігравав у національних конфліктах між Пруссією і Німеччиною та Данією, таких як Шлезвізька війна та Перша та Друга світові війни.

За наслідками Другої Шлезвізької війни, в 1864 році усю територію Шлезвігу було аннексовано Прусією. Нидамський човен увійшов до так званої «Фленсбурзької колекції», яку Конрад Енгельгардт намагався врятувати для Данії після закінчення війни і передачі Шлезвіга Прусії. Колекція була упакована в коробки та спочатку розміщена в Нордборзі на Альсі. Звідси колекція перемістилася на склад у Корсорі. Однак, згідно з спеціальним застереженням в мирному договорі, Фленсбурзька колекція разом з Нидамським човном у 1867 році була передана Прусії. 

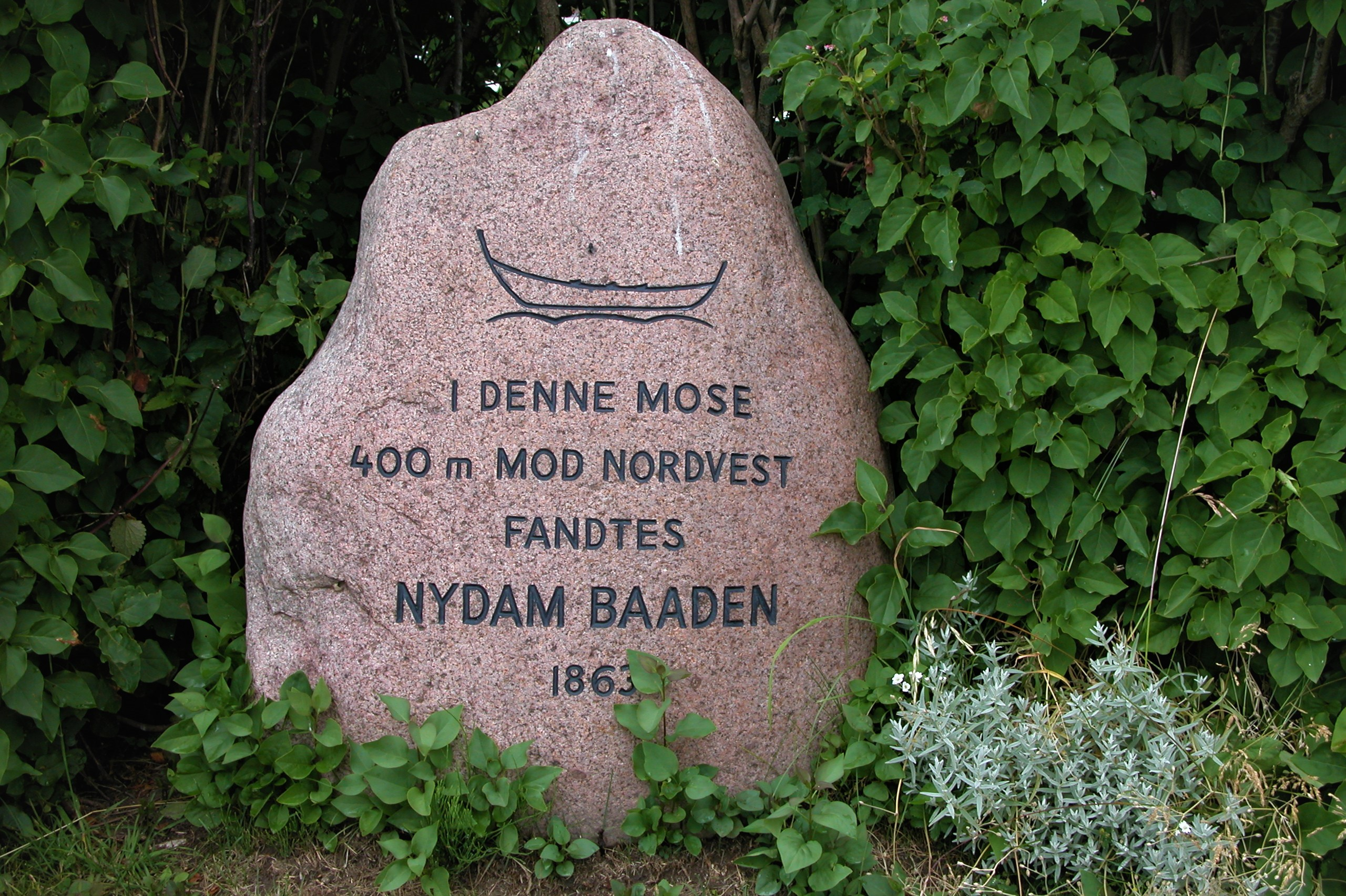
Пам'ятний камінь, встановлений біля місця знаходження Нидамського човна

У 1877 році Нидамський човен в складі Фленсбурзької колекції був переданий до Музею національних старожитностей у Кілі та виставлений там на горищі будівлі.
Після закінчення Першої світової війни, в 1920 році були проведені Шлезвіські плебісцити, за якими північний Шлезвіг разом з територією, на якій знаходиться Нидамський мочар було повернуто у склад Данії, але Фленсбурзька колекція, Нидамський човен та інші знахідки з Нидаму залишились в Німеччині.
Під час Другої світової війни Нидамський човен було вивезено з Кіля та збережено на баржі на озері Мельнер, де музейні експонати неушкодженими пережили війну. 1946 року його було доставлено через Кільський канал, Балтійське море та Шлей до Державного археологічного музею Шлезвіг-Гольштейна у Готторфському замку, де він відтоді виставлений у Нидамській залі, попри вимоги Данії щодо його повернення, що звучали після обох Світових війн.
У травні 2003 року Нидамський човен був переданий до березня 2004 року Національному музею Данії в Копенгагені, де він був виставлений у спеціально побудованому розкішному залі. На час виставки у цій же залі була також виставлена реконструкція Йортпринзького човна.

## Опис

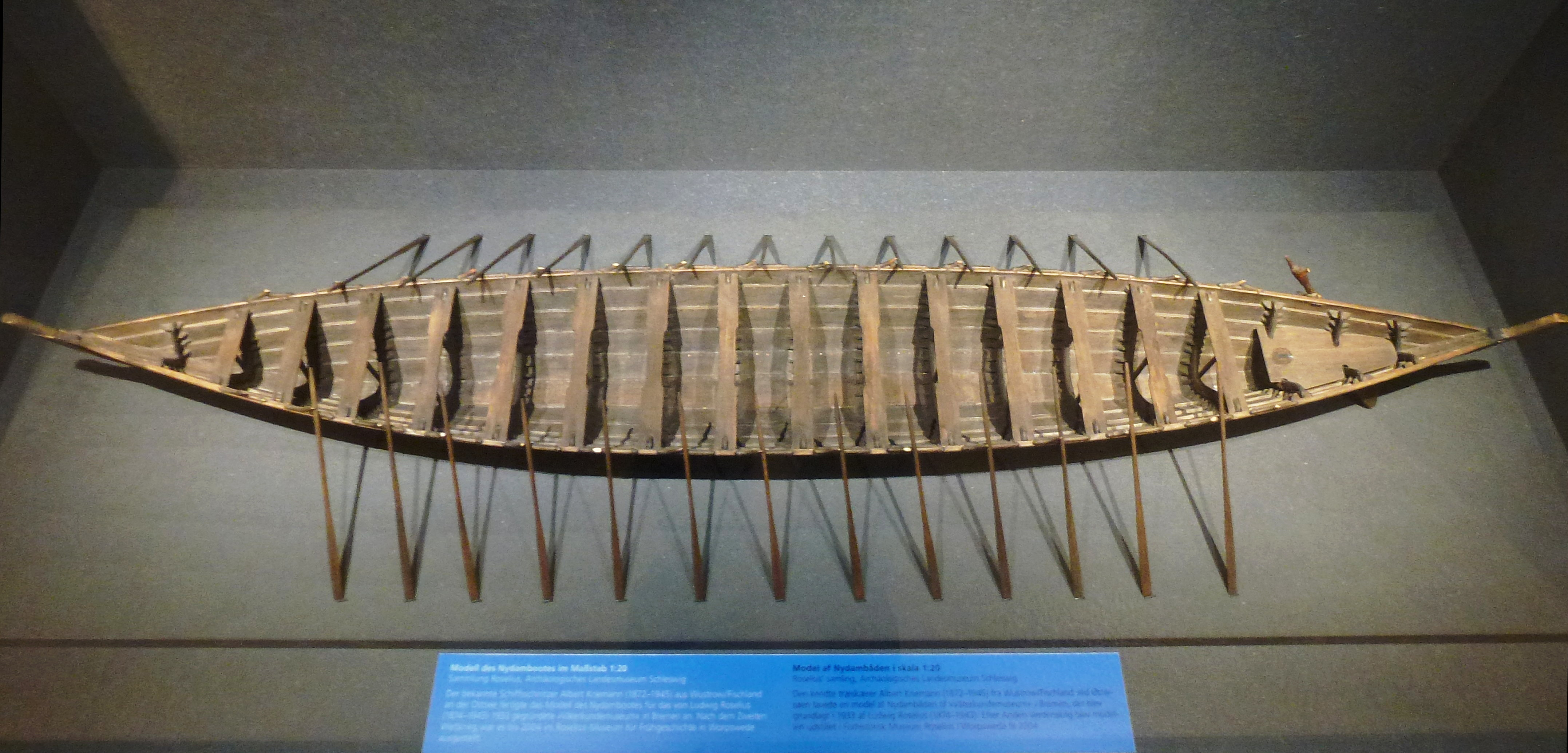
Модель човна в масштабі 1:20

Нидамський човен має корпус завдовжки 22,84 м з максимальною завширшки 3,26 м. Човен важив понад три тонни, мав 14 пар весел і, ймовірно, мав команду як мінімум з 46 гребців.

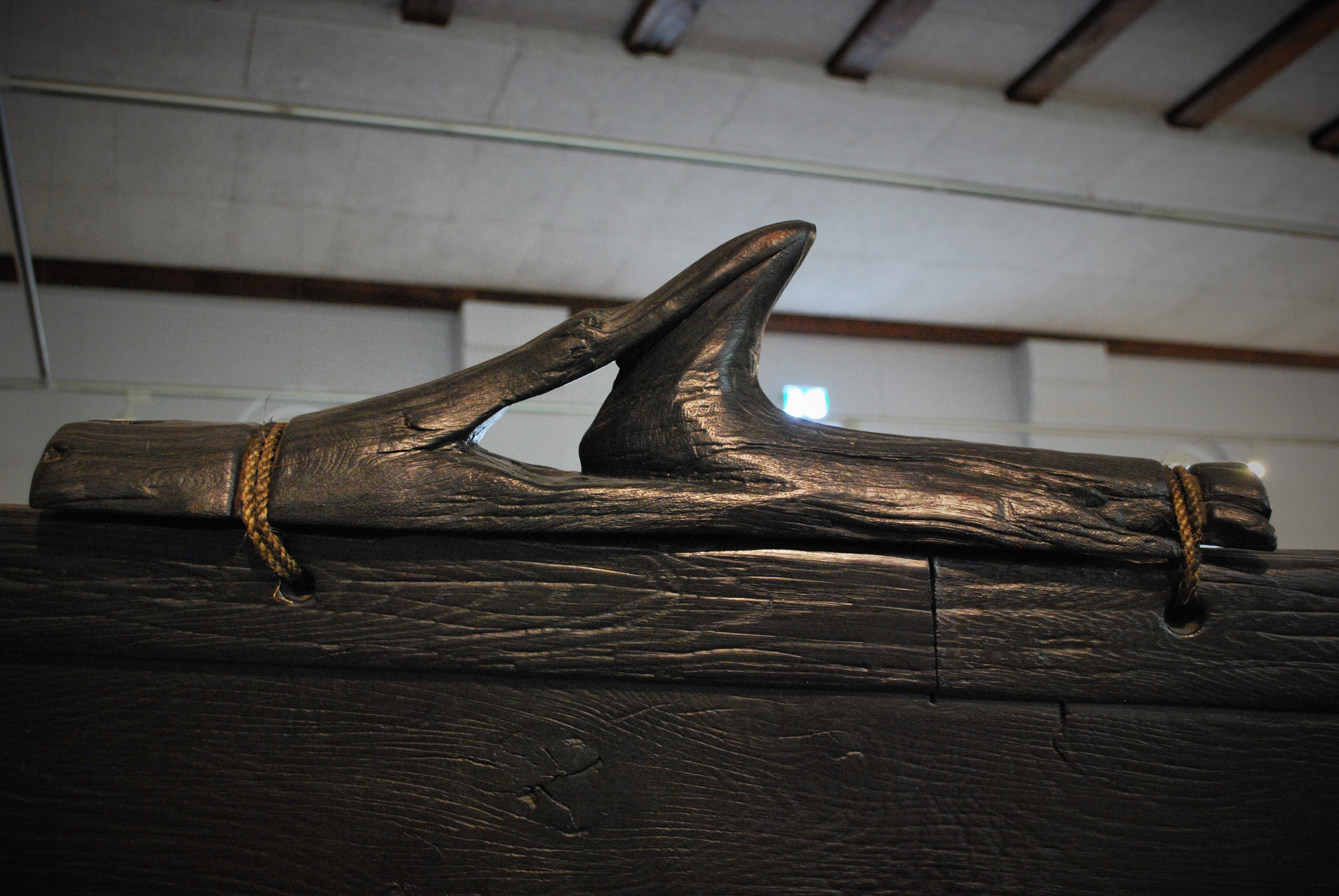
Дерев'яний кочет, привязаний мотузкою до планшира човна

Дошки обшивки корпуса з'єднані між собою внапусток (за клінкерною технологією). Чотири лінії дошок обшивки корпусу з'єднувалися між собою, з кілем і штевнями залізними заклепками, що надавало корпусу великої міцності. Конопачення з'єднань елементів корпусу здійснювали вовняною тканиною, просоченою смолою. Раніше вважалося, що дошки обшивки по всій довжині корпусу були цільними. Однак останні дослідження показують, що більшість дошок складається з двох частин, які скріплені між собою в один крок внапусток.

На відміну від Йортспринзького човна, який приблизно на 670 років старший, Нидамський човен мав справжні штевні, які кріпились до кіля. Дубові шпангоути, як і у Йортспринзького човна, були прив'язані до спеціальних виступів на дошках обшивки, які були сформовані ще на стадії їх витесання. Шпангоути слугували опорою для розміщення гребних лав для веслувальників.

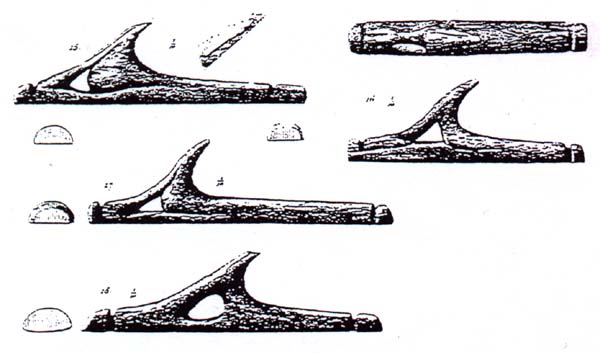
Кочети Нидамського човна

Корабель не мав щогли та вітрил і був призначений суто для веслування, під час якого гребці сиділи спиною до напрямку руху. Для упора весел до планшира човна були прив'язані мотузками виготовлені з дерева кочети, які були прикрашені різними способами і мали отвори для мотузок, якими фіксувались весла.
Під час других розкопок в Нидамському мочарі в 1997 році були виявлені два 1,3-метрових дерев'яних стовпів, увінчаних різьбленими 40-сантиметровими антропоморфними головами. Вони знаходились поблизу того місця, де було знайдено форрштевень Нидамського човна, тому припускають, що вони також кріпились неподалік носа. Існують лише припущення про їх призначення, наприклад, що частини із зображеннями голів, що виступають над планширом слугували кнагами для швартування корабля.
Екіпаж човна складався з 45 чоловік, у тому числі 36 веслярів на веслах.

## Репліка

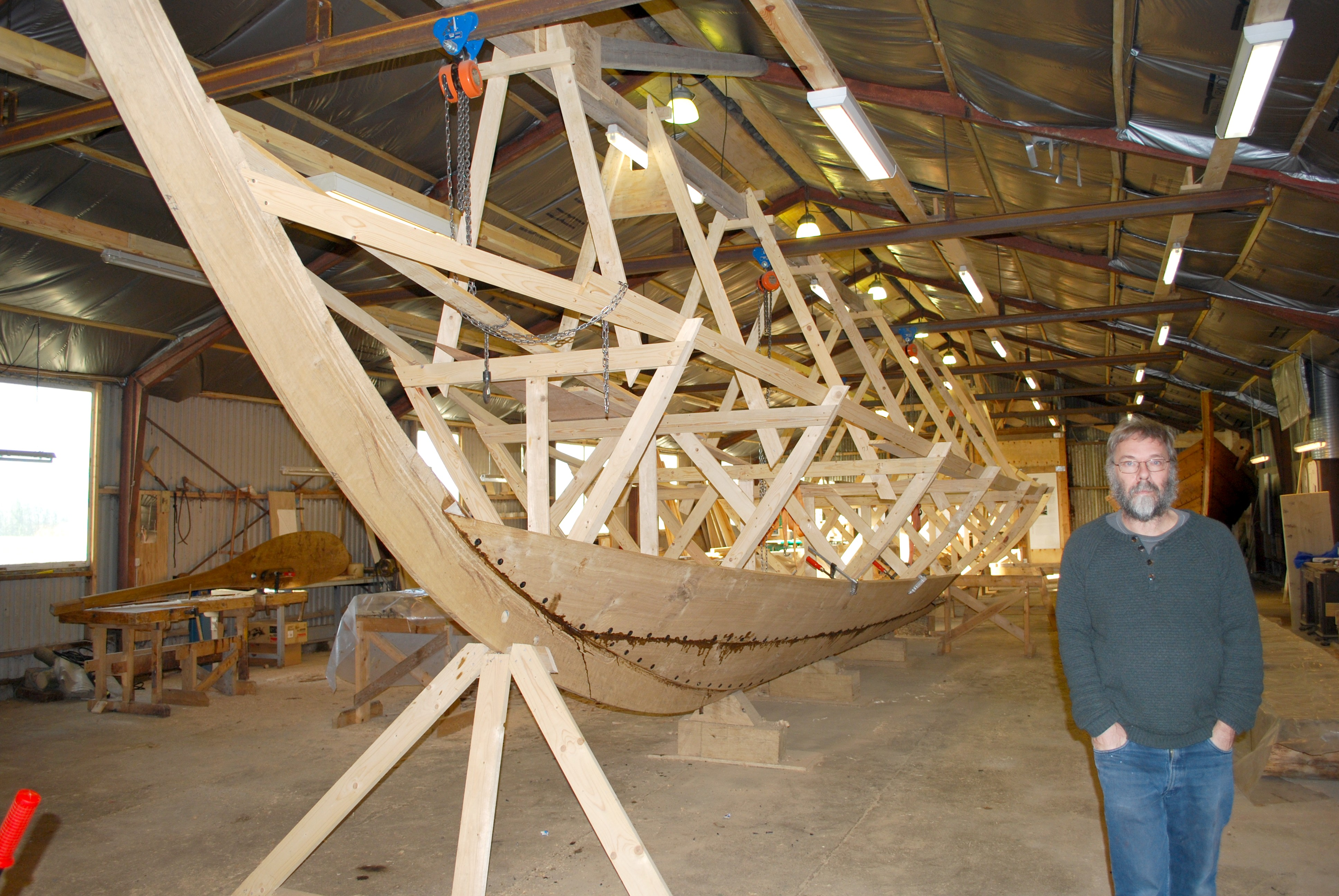
Репліка Нидам-2 станом на грудень 2009 року

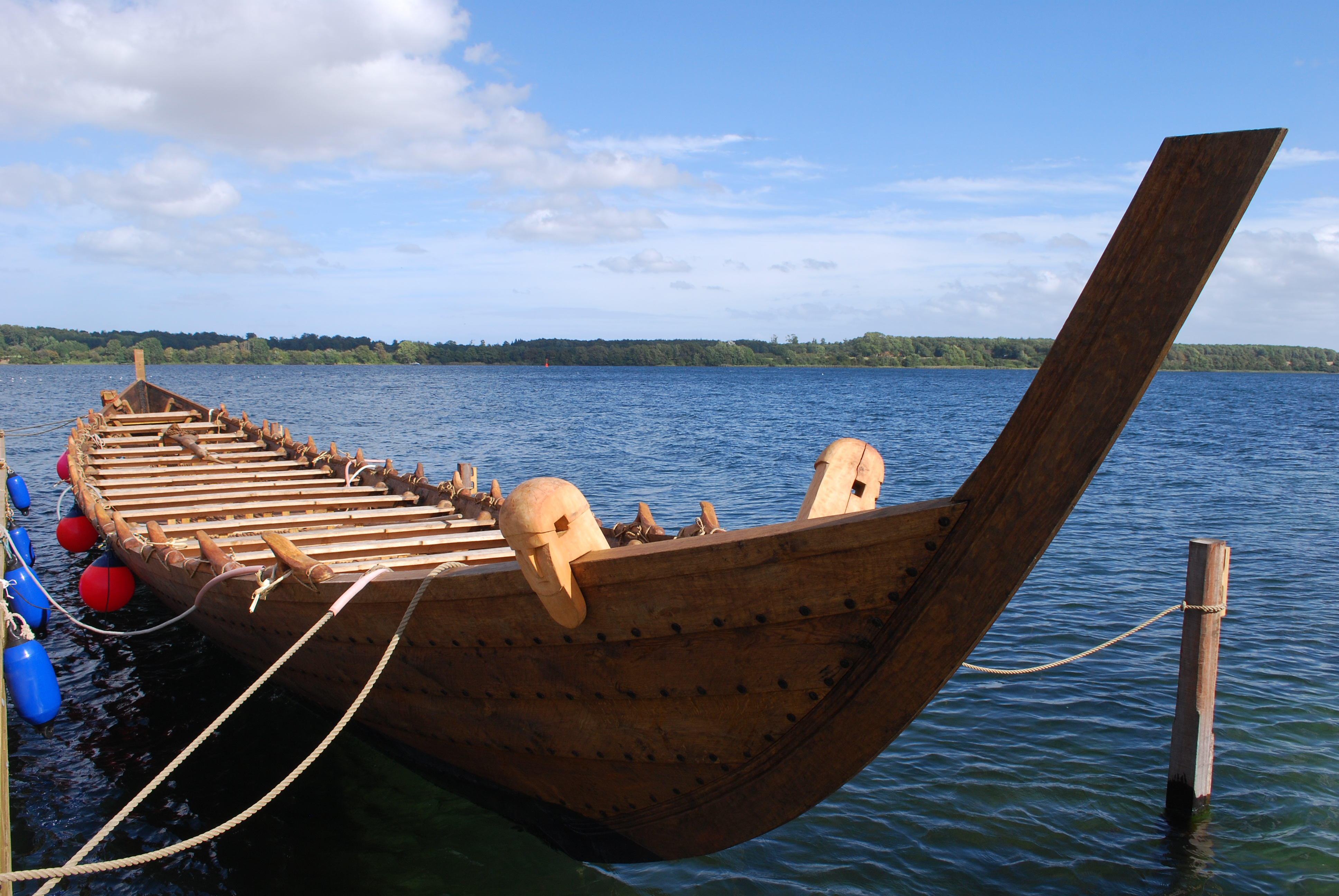
Повномасштабна репліка Нидамського човна Нидам-2 (Nydam Tveir) на воді

В 2001 році для будівництва репліки Нидамського човна в складі Нидамського товариства (дан. Nydamselskabet) було утворено гільдію Нидамського човна (дан. Nydambådens Laug). Гільдія налічувала 20 активних членів, які у спеціальнозведеній для будівництва човна корабельні (дан. Nydambådens Værft) у Соттрупскові з 2005 року брали участь у будівництві реконструкції Нидамського човна за допомогою експертів Музею кораблів вікінгів у Роскілле.

### Графік будівництва
2008 — виготовлення та зєднання між собою кільової балки та обох штевнів;
2009 — виготовлення і монтаж та першої (нижньої) лінії дошок обшивки корпусу;
2010—2011 — виготовлення та монтаж другої, третьої та четвертої лінії дошок обшивки корпусу;
2012 — виготовлення та монтаж шпангоутів та планширів
2009—2013 — виготовлення та монтаж кочетів, весел, мотузок та ін.
Репліка човна отримала назву Нидам-2 (дан. Nydam Tveir) і була спущена на воду в Соттрупскові 17 серпня 2013 року. Завданнями реконструкції були, серед іншого, дослідження мореходних якостей човна і перевірка того, чи може човен перетинати такі протоки та водойми як Альсунд, Малий і Великий Бельт, Каттегат і Скагеррак. Копія зберігається в гавані біля Соттрупскова.

## Галерея

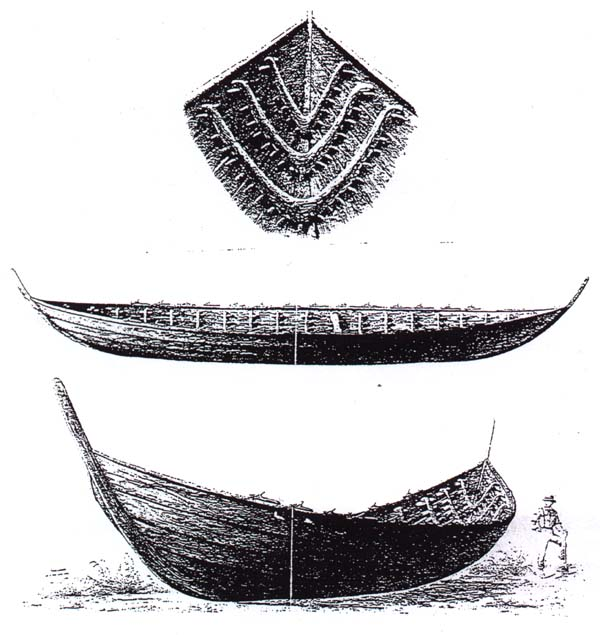
Зображення Нидамського човна в книзі Енгельгардта
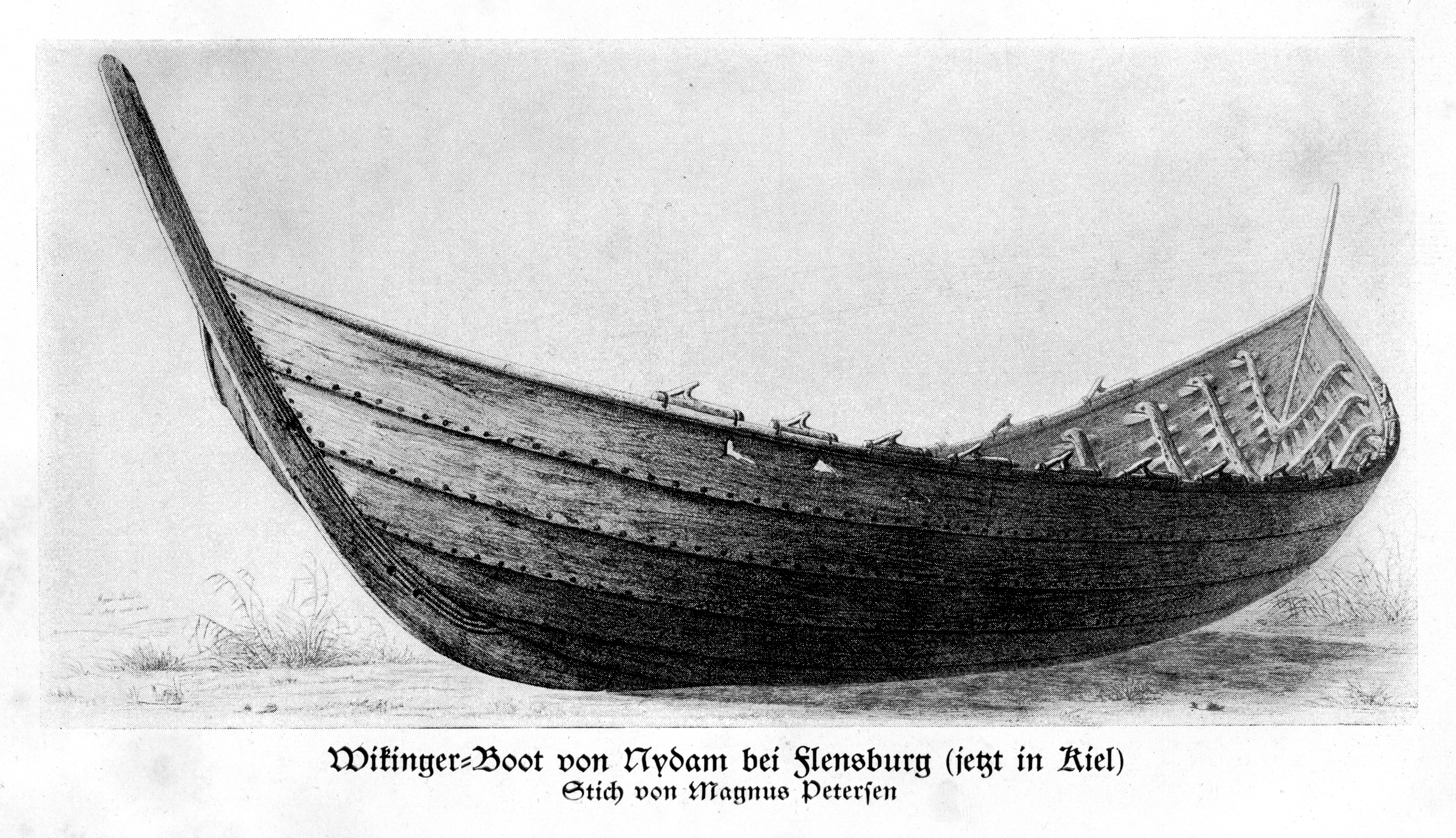
Нідамський човен. Малюнок Юліуса Магнуса Петерсена
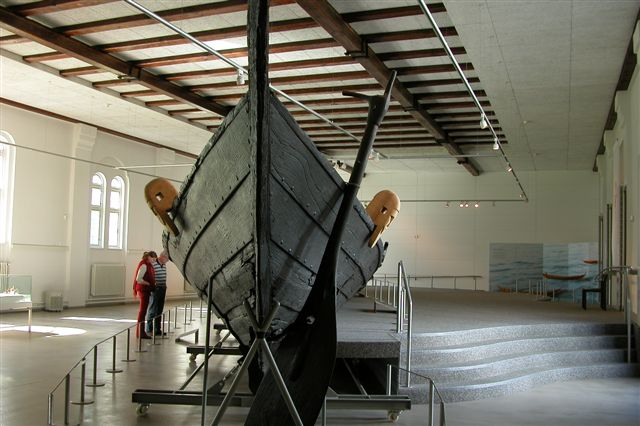
Нидамський човен в експозиції Готторфського замку
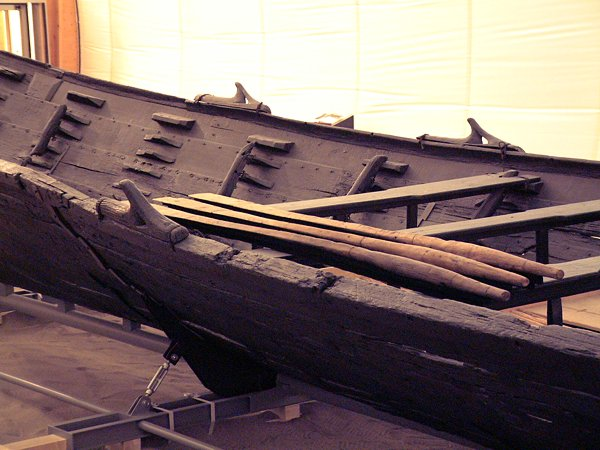
Мідель Нидамського човна
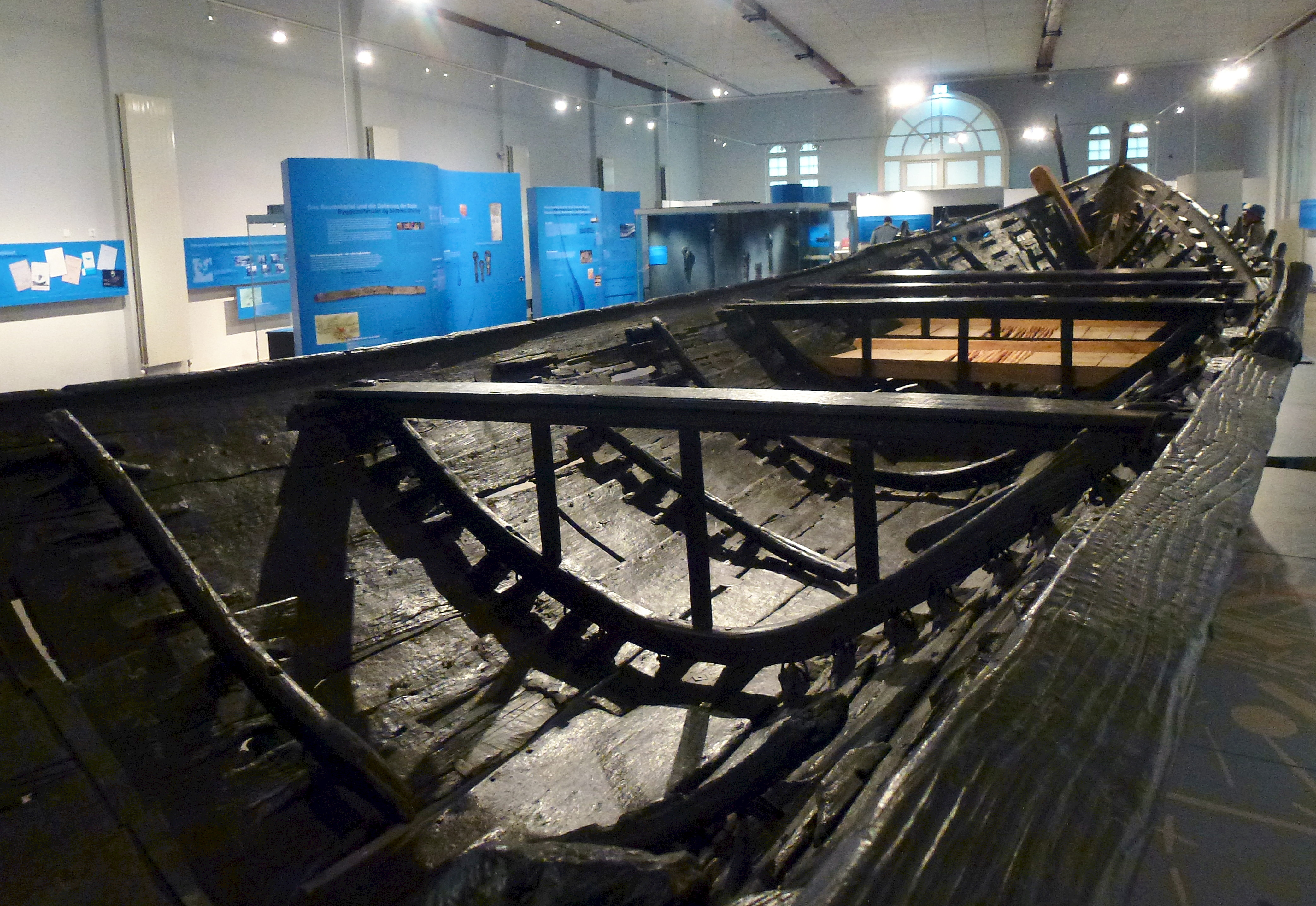
Вид зсередини в сторону носа човна
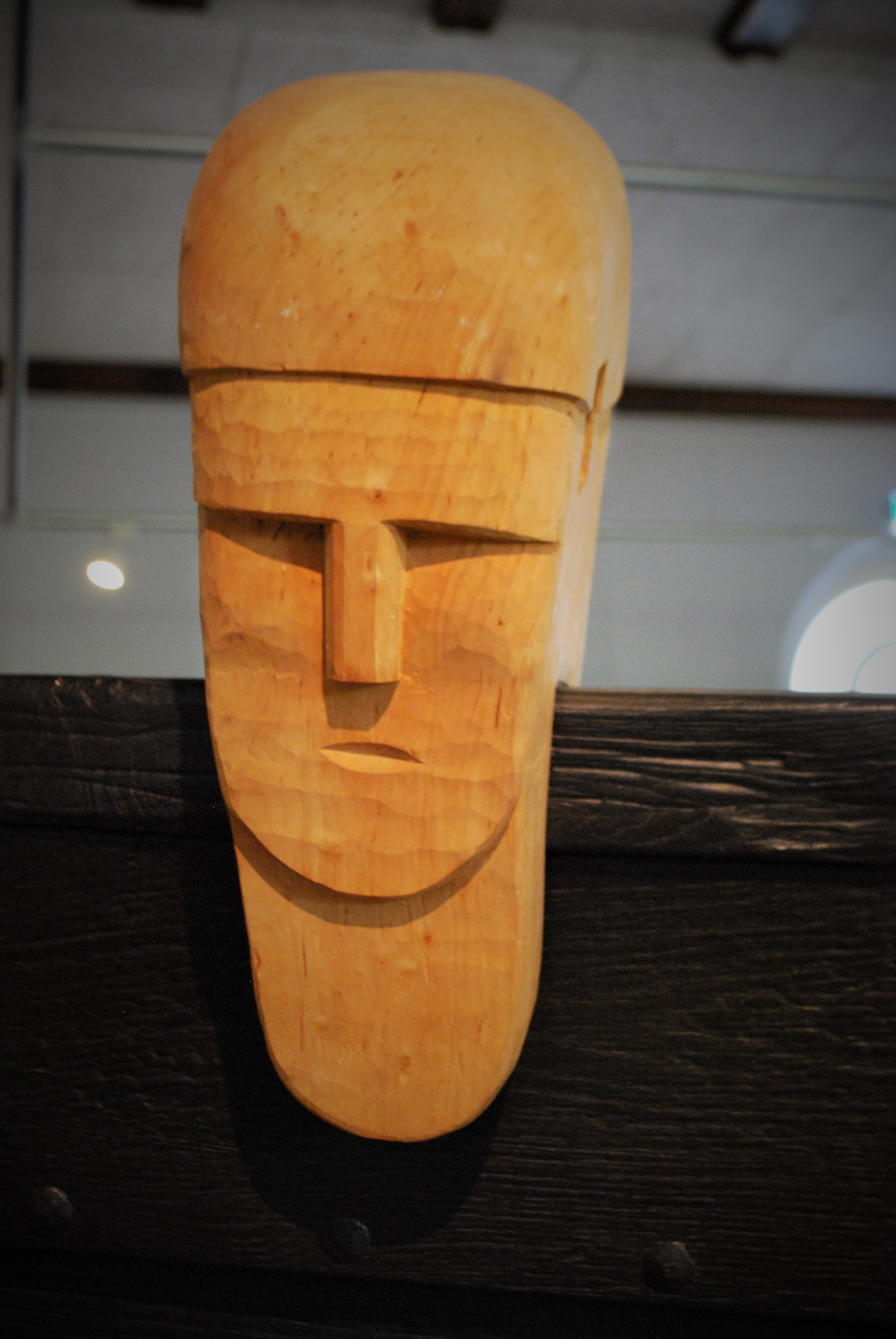
Встановлена на Нидамському човні копія стовпа з людською головою, знайденого під час розкопок в 1997 році
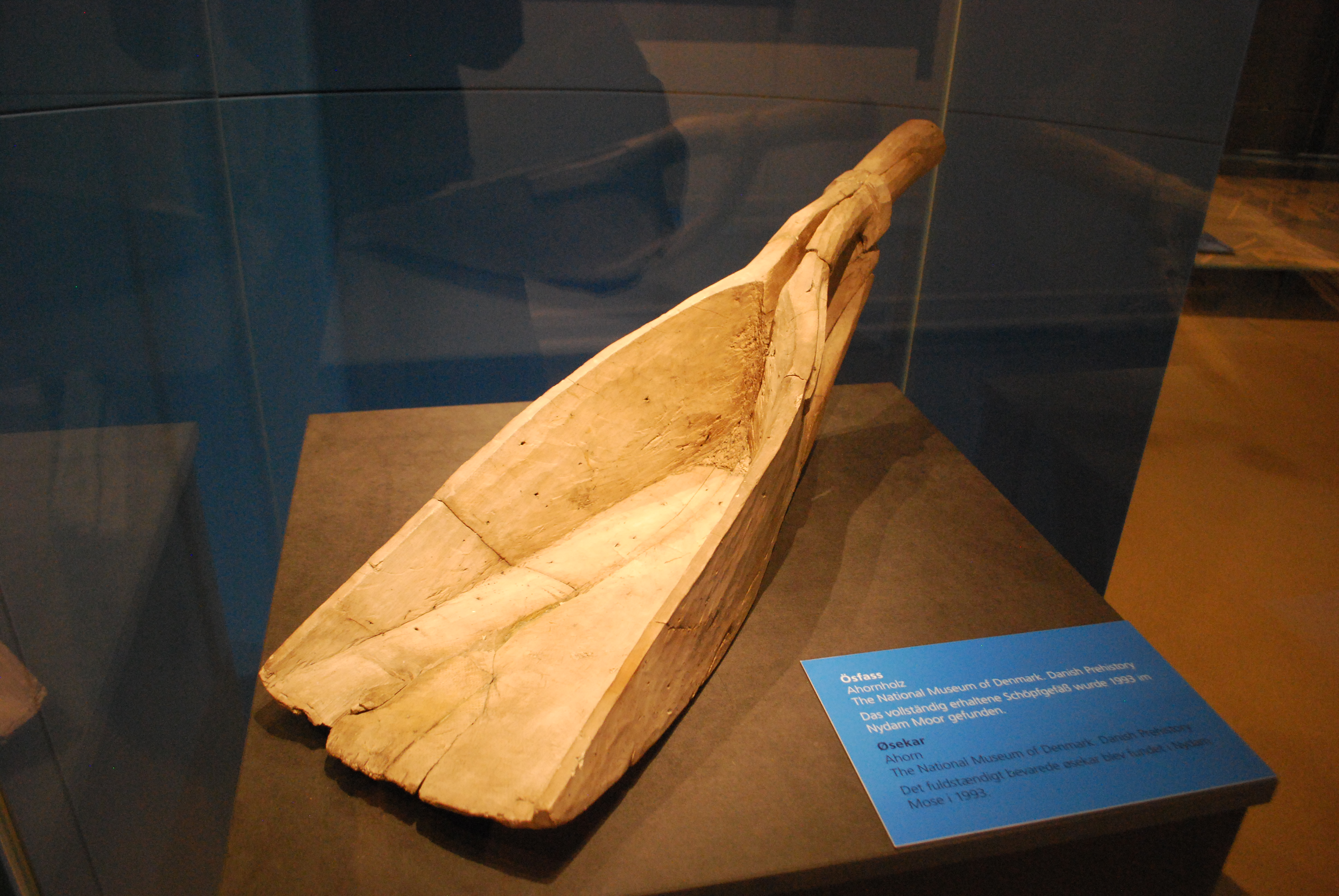
Деревяне відро-черпалка, знайдена під час розкопок в 1993 році